# Aldridge (Alabama)
 Aldridge és una àrea no incorporada del comtat de Walker a l'estat d'Alabama (Estats Units).
La comunitat té el nom de la família local Aldridge. Una variant del nom és "Stith".

## Demografia
D'acord amb la informació des de 1850a 2010 d'Alabama, mai no s'ha reportat un informe de població separat en el cens americas.